# Johann Friedrich Petersen (der Jüngere)
Johann Friedrich Petersen der Jüngere, auch F. Petersen (* 28. Juni 1799 in Lübeck; † 27. August 1853 ebenda) war ein deutscher evangelisch-lutherischer Geistlicher und Publizist.

## Leben
Petersen stammte aus einer Pastorenfamilie; er war Enkel des Hauptpastors der Lübecker Jakobikirche Peter Hinrich Petersen († 1799) und Sohn des Hauptpastors am Dom Johann Friedrich Petersen. Er studierte Evangelische Theologie an der Universität Göttingen wie sein Vater und wurde am 2. November 1827 zum Prediger am Lübecker Dom gewählt. Am 19. August 1845 wurde er als Nachfolger seines Vaters Hauptpastor des Doms.
Er gehörte gemeinsam mit Johann Carl Lindenberg und Johann Ägidius Funk zu einer Theologengeneration in Lübeck, die Wolf-Dieter Hauschild als restaurative Reformer charakterisiert hat.
Im Frühjahr 1827, noch als Kandidat des Geistlichen Ministeriums, gehörte er zu den Mitbegründern der reformorientierten Lübeckischen Blätter, die jedoch schon nach einem Jahr ihr Erscheinen zunächst wieder einstellen mussten. Im Jubiläumsjahr der Confessio Augustana 1830 rief er zur Rückbesinnung auf die reformatorischen Grundlagen auf und zog im November des Jahres in einem auch publizierten Vortrag in der Gesellschaft zur Beförderung gemeinnütziger Tätigkeit unter Berufung auf die reformatorische Kirchenordnung Lübecks von Johannes Bugenhagen daraus Konsequenzen für eine durchgreifende Reform der kirchlichen Verfassung. Er strebte eine Loslösung vom Landesherrlichen Kirchenregiment und Selbstverwaltung der Gemeinden an, aus denen eine notwendige innere Belebung entstehen sollte. An der Diskussion um die Einführung eines neuen Gesangbuchs nahm er regen publizistischen Anteil.
1830 gab er die Chronik des Reimar Kock als eines Augenzeugen und Beförderers der Reformation heraus.
Petersen wurde zu Michaelis 1852 aus Gesundheitsgründen emeritiert und starb im Jahr darauf.
Petersen war verheiratet mit Wilhelmine Dorothea, geborene Brauer (* 30. Juni 1808 in Northeim; † 27. März 1864 in Lübeck). Aus der Ehe stammten die Söhne Eginhard Friedrich (1834–1909), der ebenfalls Hauptpastor am Lübecker Dom wurde, und Carl (1835–1909), der als Verbandsfunktionär und landwirtschaftlicher Schriftsteller arbeitete.

## Werke
- Commentatio theologica qua exponitur Quid ecclesiae Christianae notio et in catholico et in nostro systemate valeatin certamine literario civicum acad. Georgicae Augustae ... Gottingae: Dieterich 1822
- Warum feiern wir den 25. Juni 1830 in Deutschland und besonders in Lübeck? : Durch eine geschichtliche Darstellung der deutschen und lübeckischen Kirchen-Reformation bis zum Jahre 1530 beantwortet. Lübeck: von Rohden 1830
- Wünsche für eine künftige Kirchen-Verfassung : Eine Vorlesung, gehalten in der Gesellschaft zur Beförderung gemeinnütziger Thätigkeit den 16ten November 1830. Lübeck: Rohden 1830
- Ausführliche Geschichte der Lübeckischen Kirchen-Reformation in den Jahren 1529 bis 1531: aus dem Tagebuche eines Augenzeugen und Beförderers der Reformation. Lübeck: Rohden 1830

Digitalisat; Digitalisat (Harvard)
- Die Heiligkeit und die Gerechtigkeit Gottes sind die herrlichsten Offenbarungen der göttlichen Liebe. Lübeck 1835 (zum 50. Amtsjubiläum seines Vaters)
- Auch ein Wort in der Gesangbuchs-Sache … dem Herrn Heinrich Brehmer gewidmet. Lübeck: Rahtgens 1836
- Bemerkungen ueber das Leben Jesu in seinem Verhaeltnisse zu dem menschlichen Leben ueberhaupt. Lübeck: Asschenfeldt 1838
- Zwei Zeit-Predigten am Michaelistage und am 18ten October 1843 in der Dom-Kirche zu Lübeck gehalten. Lübeck: von Rohden 1843